# 京都市立高倉小学校
京都市立高倉小学校（きょうとしりつ たかくらしょうがっこう）は京都府京都市中京区高倉通六角下る和久屋町にある公立小学校。

## 概要
学区内に祇園祭の山鉾町の多くが立地し、山鉾巡行の7月17日は休校となる。

## 沿革
- 1991年（平成3年）10月17日 - 中京東支部南ブロック小学校統合準備委員会が、立誠小学校、生祥小学校、日彰小学校、明倫小学校、本能小学校の5小学校の統合と、新統合校の日彰小学校跡地での建設、1995年（平成7年）4月の開校を目指すことなどについて、京都市教育委員会と合意書を交わす[2]。
- 1993年（平成5年）4月1日 - 立誠小学校、生祥小学校、日彰小学校の統合により、元生祥小学校校地に京都市立高倉東小学校が、明倫小学校、本能小学校の統合により、元明倫小学校校地に京都市立高倉西小学校が、一次統合校として開校[2]。
- 1995年（平成7年）4月1日 - 京都市立高倉西小学校及び京都市立高倉東小学校の統合により、京都市立高倉小学校が開校[3]。

## 卒業後の進路
卒業後は基本的に京都市立京都御池中学校に進学する。

## 校区の変遷
| 明治 - 昭和22年 | 昭和22年 平成5年 | 平成5年 - 平成7年 | 平成7年 - 現在 |
| --------------- | ---------------- | ----------------- | -------------- |
| 立誠            | 立誠             | 高倉東            | 高倉           |
| 生祥            |                  | 高倉東            | 高倉           |
| 日彰            | 日彰             | 高倉東            | 高倉           |
| 初音（一部）    | 日彰             | 高倉東            | 高倉           |
| 城巽（一部）    | 明倫             | 高倉西            | 高倉           |
| 明倫            | 明倫             | 高倉西            | 高倉           |
| 本能            |                  | 高倉西            | 高倉           |

昭和22年の合併において、かつての城巽小学校の通学区域の大半は龍池小学校、初音小学校の通学区域の大半は竹間小学校の通学区域に含まれることになった。現在、これらの区域は御所南小学校の通学区域に含まれる。

## 主な出身者
- 児玉花外 - 詩人、『明治大学校歌』の作詞者。